# William Lawrence Bragg

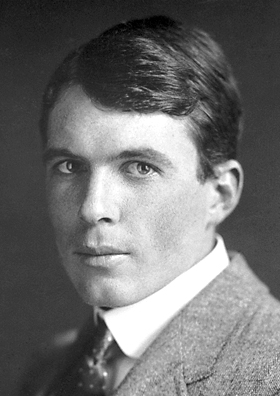
William Lawrence Bragg

Sir William Lawrence Bragg (* 31. März 1890 in Adelaide, Australien; † 1. Juli 1971 in Waldringford bei Ipswich) war ein britischer Physiker australischer Herkunft und Nobelpreisträger.

## Leben
William Lawrence Bragg wurde am 31. März 1890 als Sohn von Sir William Henry Bragg in Adelaide geboren. Der Großvater mütterlicherseits, Sir Charles Todd, war Astronom und Generalpostmeister von South Australia.
Nach dem Besuch des dortigen St. Peter’s College studierte er an der University of Adelaide Mathematik. Nach dem Abschluss 1908 ging er mit seinem Vater nach Großbritannien zurück und studierte am Trinity College der University of Cambridge, wo er den Natural Sciences Tripos 1912 mit Auszeichnung abschloss. Nachdem er zwei Jahre mit seinem Vater zusammengearbeitet hatte, wurde er 1914 zum Fellow und Lecturer am Trinity College ernannt. Von 1915 bis 1919 diente er als Technischer Berater für Schallmessung in der Kartenabteilung des militärischen Hauptquartiers in Frankreich. Er wurde 1918 zum Officer of the British Empire ernannt und mit dem Military Cross ausgezeichnet.
Nach dem Krieg war er von 1919 bis 1937 Langworthy-Professor für Physik an der University of Manchester, von 1937 bis 1938 Direktor des National Physical Laboratory. Von 1938 bis 1953 war er Cavendish-Professor für Experimentalphysik in Cambridge und wurde 1941 zum Ritter geschlagen. Als Direktor des Cavendish-Laboratoriums erlebte er als Chef von Francis Crick und James Watson, wie die beiden in Konkurrenz mit Rosalind Franklin (forschte in London) die Struktur des DNA-Moleküls aufklärten.
1953 nahm Bragg den Posten des Fuller-Professors für Chemie an der Royal Institution an, den er bis zu seinem Ruhestand 1966 innehatte. In dieser Position war er maßgeblich an der Einführung von Vorlesungen für Schulkinder beteiligt, in denen die Kinder mit Experimenten an die Naturwissenschaften herangeführt werden sollten. Er war von 1958 bis 1960 Vorsitzender des Frequency Advisory Committee. 1967 wurde er Mitglied des Order of the Companions of Honour.
Ab 1921 war er mit Alice Grace Jenny Hopkinson verheiratet, mit der er zwei Söhne und zwei Töchter hatte. Er starb am 1. Juli 1971 im Krankenhaus von Waldringford in der Nähe von Ipswich.

## Werk

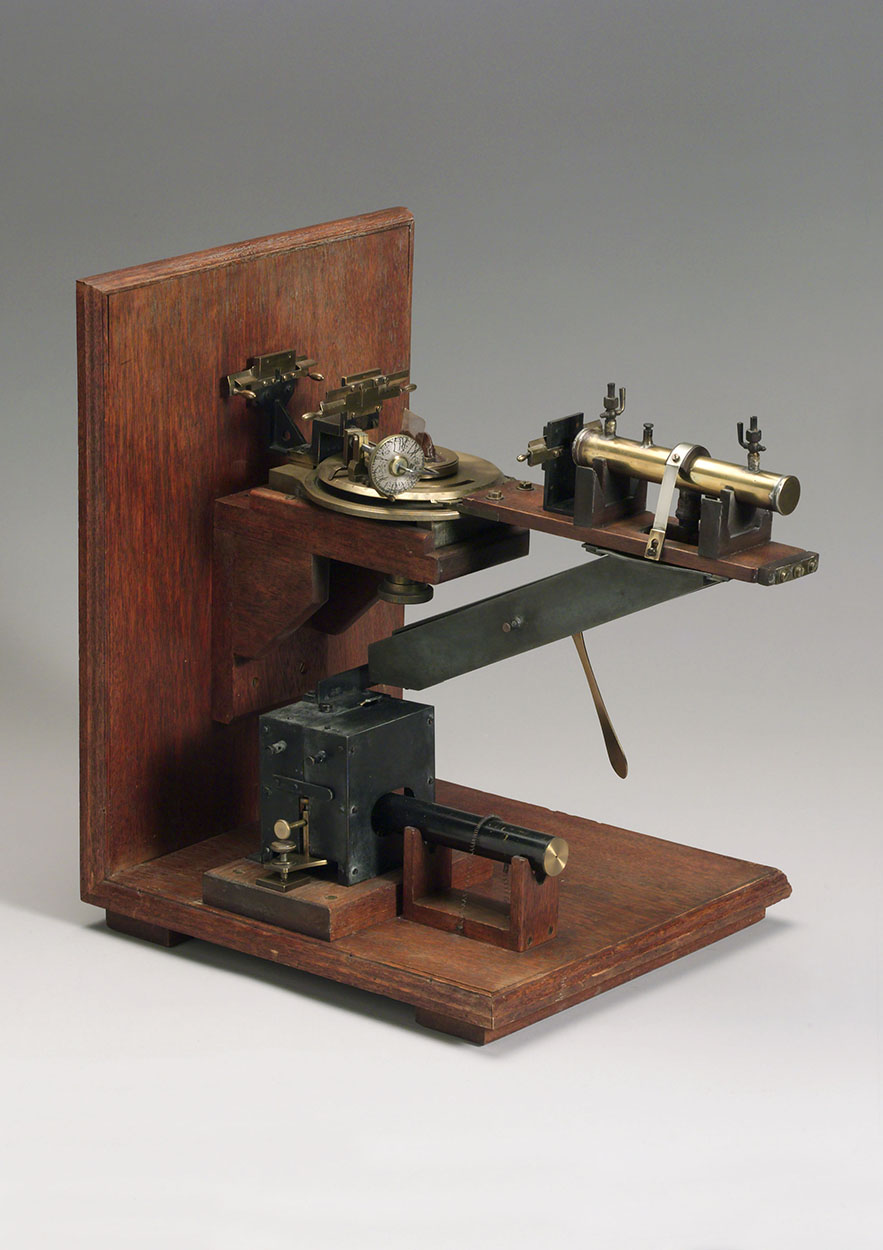
Röntgenspektrograf von Bragg, 1912. Science Museum London.

Angeregt durch eine Veröffentlichung Max von Laues arbeitete Lawrence Bragg von 1912 bis 1914 zusammen mit seinem Vater an der Untersuchung von Kristallen mit Röntgenstrahlen. Er fand die Bragg-Gleichung 1912, die nach den beiden Physikern benannt wurde, und nutzte sie gemeinsam mit seinem Vater, der den Röntgenspektrografen entwickelte, zur Untersuchung verschiedener Kristalle.
Mit seinen Schülern entwickelte er eine umfangreiche Theorie der Struktur von Silikaten.

## Auszeichnungen
- 1914 wurde ihm, zusammen mit seinem Vater William Henry Bragg, die Barnard-Medaille verliehen.
- Bragg und sein Vater William Henry Bragg wurden 1915 gemeinsam mit dem Nobelpreis für Physik „für ihre Verdienste um die Erforschung der Kristallstrukturen mittels Röntgenstrahlen“ ausgezeichnet. Außerdem erhielt er im selben Jahr, ebenfalls zusammen mit seinem Vater, die Matteucci-Medaille.
- 1921 wurde Bragg als Mitglied („Fellow“) in die Royal Society gewählt, die ihm 1931 die Hughes-Medaille, 1946 die Royal Medal und 1966 die Copley-Medaille verlieh.
- Zusammen mit seinem Vater William Henry Bragg wird er Namensgeber für das 1932 von F. A. Bannister erstbeschriebene Mineral Braggit.[4]
- 1939 Aufnahme in die Académie des sciences als korrespondierendes Mitglied (seit 1955 "associé étranger").[5]
- 1939 erhielt er den John J. Carty Award der National Academy of Sciences, deren Mitglied er 1945 wurde.
- 1943 wurde er gewähltes Mitglied der American Philosophical Society.[6]
- 1943 wurde er zum Ehrenmitglied (Honorary Fellow) der Royal Society of Edinburgh gewählt.[7]
- 1948 erhielt er die Roebling-Medaille der Mineral Society of America.
- 1951 wurde er auswärtiges Mitglied der Accademia dei Lincei in Rom.
- 1955 wurde ihm die Röntgen-Plakette der Stadt Remscheid verliehen.
- 1959 wurde er in die American Academy of Arts and Sciences gewählt.

Nach Vater und Sohn benannt ist die Bragg Gold Medal for Excellence in Physics, die das Australian Institute of Physics alljährlich an einen herausragenden Doktoranden verleiht.
Das britische Institute of Physics verleiht für Beiträge zur Physik-Vermittlung die nach Lawrence Bragg benannte Bragg-Medaille und den Bragg-Preis.

## Schriften
- mit W. H. Bragg: X-rays and crystal structure, London, G. Bell, 2. Auflage 1918
- Herausgeber mit W. H. Bragg: The crystalline state, 4 Bände, London, G. Bell, 1933 bis 1965
- The structure of Silicates, Akademische Verlagsgesellschaft, Leipzig 1932
- Electricity, Macmillan 1936
- History of x-ray analysis, Longmans, Green and Co., 1943
- Ideas and discoveries in physics, Harlow, Longmans 1970
- Atomic structure of minerals, Oxford University Press 1937